# Sinfonie in f-Moll (Bruckner)

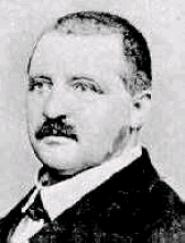
Anton Bruckner (ca. 1860)

Am Ende seiner Zeit des Studiums von Formen und Orchestrierung bei Otto Kitzler komponierte Anton Bruckner am 7. Januar 1863 Skizzen für eine Symphonie d-Moll, WAB add 244.
Bruckner verfolgte dieses Projekt nicht, sondern komponierte später im selben Jahr (vom 15. Februar bis 15. Mai 1863) eine Symphonie in f-Moll.
Die von Herausgeber Leopold Nowak später als „Studiensymphonie“ bezeichnete Sinfonie in f-Moll komponierte er zwischen 15. Februar und 26. Mai 1863. Sie ist sein erstes mehrsätziges Orchesterwerk, mit dem er auch seine Studien in freier Komposition bei Otto Kitzler abschloss (zuvor hatte Bruckner unter Kitzlers Aufsicht bereits kleinere Orchesterstücke und Märsche verfasst). 1866 annullierte Bruckner dies Frühwerk. Im Werkverzeichnis Anton Bruckner (WAB) wird die Sinfonie unter der Nummer 99 katalogisiert.

## Werkgeschichte
Der Komponist verstand dieses Werk, wie auch sein einziges Streichquartett und andere bei Kitzler komponierte Werke, in späteren Lebensjahren nur noch als reine „Schularbeit“. Er gliederte es bereits um 1866 aus dem Kanon seiner gezählten Sinfonien aus, nachdem er sich mehrere Jahre erfolglos um eine Aufführung bemüht hatte (u. a. durch Franz Lachner in München). Das Autograph befindet sich im Stift Kremsmünster (Musikarchiv, Signatur C, 56, 7; der letzte Bogen des ersten Satzes, Bg. 11, fehlt). Eine vollständige Abschrift mit autographen Eintragungen Bruckners befindet sich größtenteils in der Musiksammlung der Wien-Bibliothek (Sätze 1, 2, 4, Signatur MH 3795 c), der 3. Satz ebenfalls in Kremsmünster. Die Sinfonie wurde häppchenweise an die Öffentlichkeit gebracht: Der 2. Satz wurde schon am 31. Oktober 1913 vom Wiener Konzertverein unter Ferdinand Löwe uraufgeführt. Am 18. März 1923 dirigierte Franz Moißl in Klosterneuburg die Erstaufführung des 1. und 4. Satzes sowie den 2. Satz; am 12. Oktober 1924 lieferte er das im Sommer 1924 in Kremsmünster wiederentdeckte Scherzo in Klosterneuburg nach. Die erste Gesamtaufführung der Sinfonie erfolgte durch das Berliner Philharmonische Orchester am 19. Februar 1925, ebenfalls unter Franz Moißl. Partitur und Stimmen erschienen jedoch erst 1973 im Druck.

## Die Sätze
Die Sinfonie hat vier Sätze, ihre Spieldauer beträgt etwa 36 bis 52 Minuten. Die großen Differenzen erklären sich aus der von Bruckner vorgeschriebenen Wiederholung der Exposition in den Ecksätzen, die von manchen Dirigenten nicht berücksichtigt wird.
- Allegro molto vivace (f-Moll)
- Andante molto (As-Dur)
- Scherzo: Schnell (c-Moll)
- Finale: Allegro (f-Moll)